# Roh Deok
Roh Deok (노덕,  nascuda el 1980) és una directora de cinema i guionista de Corea del Sud. Roh ha dirigit dos llargmetratges, començant per Very Ordinary Couple (2013) i The Exclusive: Beat the Devil's Tattoo (2015). També ha treballat al drama de televisió SF8 i a la sèrie original de Netflix Glitch (2022).

## Carrera
Roh Deok es va especialitzar en direcció de cinema a l'Institut de les Arts de Seül. Ha dirigit diversos curtmetratges. Roh va debutar com a assistent de guionista per a la pel·lícula de 2003 Save the Green Planet! dirigida per Jang Joon-hwan. Jang Joon-hwan i Roh tenen 10 anys de diferència. Aleshores, Roh es va preguntar si seria capaç d'estrenar la seva pròpia pel·lícula d'aquí a 10 anys, i ho va fer amb Very Ordinary Couple.
El 2005, Roh Deok va dirigir el curtmetratge The Secret Within Her Mask. La història se centra en Jung, una ballarina de ballet que porta una màscara per ocultar el seu rostre barbut i semblar més masculina. Malgrat les advertències del seu xicot i d'altres contra una arriscada cirurgia de depilació, Jung se sotmet al procediment. Mentre s'estira a la taula d'operacions, s'adona del seu veritable jo, reconeixent la seva barba com una característica única i fresca. La pel·lícula es va projectar al Festival Internacional de Curtmetratges d'Asia de 2006 i al Festival de Cinema de Dones de 2006 a Seül.
Very Ordinary Couple, estrenat el 2013, ha estat descrit per The Korea Herald i que conté "una honestedat i un humor misteriosos". També va guanyar l'Asian New Talent Award a la millor pel·lícula al Festival Internacional de Cinema de Xangai el 2013.
El 2015, Roh va dirigir The Exclusive: Beat the Devil's Tattoo (2015), que segueix un home que es veu embolicat en un incident incontrolable a causa d'un moment de judici equivocat. Les seves pel·lícules tenen estils diferents en comparació amb la seva pel·lícula de debut com a directora, però mostren el talent de la directora Roh Deok com a "narradora" i us permeten explorar un ampli espectre. Ha estat descrita com "totalment entretinguda" per The Korea Herald.
El 2016, la productora teatral Aligator Company va buscar una nova perspectiva i es va apropar a Roh per dirigir l'obra "Closer". Això va marcar el seu debut com a directora al teatre.
El 30 de desembre de 2020, Netflix va confirmar Gin Han-sai a la sèrie de televisió ciència-ficció Glitch mitjançant un comunicat de premsa, que serà produït per Studio 329. A Jeon Yeo-been se li va oferir el paper principal a principis de març de 2021. A mitjans de març, la directora Roh Deok i Jeon Yeo-been van confirmar que s'havien unit a la sèrie. El 19 de març de 2021, es va confirmar que Nana interpretaria el paper d'un estrímer. explica la història d'una dona jove que intenta localitzar el seu xicot desaparegut amb l'ajuda d'un club d'observació d'OVNIs. Fou estrenada a Netflix el 27 d'octubre de 2022.
Noh, juntament amb els directors Kim Jong-kwan, Jang Hang-jun, i Lee Myung-se, van co-dirigir The Killers, una antologia de quatre drames d'assassinat basat en el conte breu d'Ernest Hemingway The Killers. Cada director va oferir la seva interpretació única de la història des de diferents perspectives. També es van inspirar en diverses obres d'art, inclosa la coneguda peça d'Edward Hopper "Nighthawks", com a motiu comú. Se sap que el director Lee Myung-se va participar directament en la planificació i va ser el creador general. Després de les projeccions al 23è Festival de Cinema Asiàtic de Nova York, el 28è FanTasia i al 29è Festival Internacional de Cinema de Busan, la pel·lícula va ser convidada oficialment a la secció "Noves Visions" del  LVII Festival Internacional de Cinema Fantàstic de Catalunya.

## Filmografia

### Curtmetratge
| Any  | Títol                      | Títol                    | Acreditat com | Acreditat com | Notes                   | Ref.   |
| Any  | English                    | Korean                   | Director      | Guionista     | Notes                   | Ref.   |
| ---- | -------------------------- | ------------------------ | ------------- | ------------- | ----------------------- | ------ |
| 1998 | Cheat                      | 컨닝                     | Roh Deok      | Roh Deok      | 8mm vídeo, color, 5min. | [ 19 ] |
| 2000 | The Ice Bar                | 쭈쭈바                   | Roh Deok      | Roh Deok      | 16mm, color, 9min.      | [ 19 ] |
| 2005 | The Secret within Her Mask | 마스크 속, 은밀한 자부심 | Roh Deok      | Roh Deok      | 35mm, color, 17'52"     | [ 19 ] |
| 2024 | The Killer                 | 더 킬러스                | Co-director   | Coguionista   | Digital                 |        |

### Sèries de televisió
| Any  | Títol         | Títol               | Acreditat com | Acreditat com | Note                      | Ref.   |
| Any  | Anglès        | Coreà               | Director      | Guionista     | Note                      | Ref.   |
| ---- | ------------- | ------------------- | ------------- | ------------- | ------------------------- | ------ |
| 2020 | SF8           | 에스 에프 에잇      | Sí            | Sí            | Episodi "Manxin"          | [ 20 ] |
| 2022 | Glitch        | 글리치              | Sí            | No            | Sèrie original de Netflix | [ 21 ] |
| 2025 | Way Back Love | 내가 죽기 일주일 전 | Sí            | No            | Sèrie original de TVING   | [ 22 ] |

## Teatre
| Any  | Títol  | Títol  | Acreditat com | Acreditat com | Ref.   |
| Any  | Anglès | Coreà  | Director      | Guionista     | Ref.   |
| ---- | ------ | ------ | ------------- | ------------- | ------ |
| 2016 | Closer | 클로저 | Sí            | No            | [ 23 ] |

## Reconeixements

### Premis i nominacions
| Cerimònia de premi                              | Any  | Categoria                                     | Nominat / Treball    | Resultat  | Ref.                |
| ----------------------------------------------- | ---- | --------------------------------------------- | -------------------- | --------- | ------------------- |
| 2013 Festival Internacional de Cinema de Xangai | 2013 | Premi Asian New Talent a la millor pel·lícula | Very Ordinary Couple | Guanyador | [ 8 ] [ 24 ] [ 25 ] |
| 34th Blue Dragon Film Awards                    | 2013 | Millor nou director                           | Very Ordinary Couple | Nominat   | [ 26 ] [ 27 ]       |
| 22nd Buil Film Awards                           | 2013 | Millor nou director                           | Very Ordinary Couple | Nominat   | [ 28 ] [ 29 ]       |

### Llisticles
| Editorial | Any  | Listicle                         | Ubicació     | Ref.  |
| --------- | ---- | -------------------------------- | ------------ | ----- |
| Cine21    | 2018 | 30 directores de cinema coreanes | Seleccionada | [ 1 ] |